# Cephalotaxus fortunei
Cephalotaxus fortunei (главотис Фортуна, кит.: 三尖杉 san jian shan) — вид хвойних рослин родини головчатотисових.

## Етимологія
Цей вид був названий на честь Роберта Фортуна (англ. Robert Fortune), який ввіз дерево в Англію в 1848 році.

## Поширення, екологія
Поширений у південно-західному, центральному та південному сході Китаю; і північної частини М'янми. Знайдений у змішаних, хвойних і широколистих лісах, заростях і узбіччях на висотах 200–3700 м над рівнем моря; тіньовитривалий.

## Морфологія
Це чагарники або невеликі дерева до 20 м заввишки, зі стовбуром до 20 см діаметром; зазвичай багатостовбурні, з відкритою і вільно округлою кроною. Кора темно-червоно-коричнева, відлущується смугами. Листки темно-зелені й глянсові зверху, лінійно-ланцетні, (від 1,5) 3,5–12,5 см × (від 1,5) 3,2–5 мм (найдовші в роду), шкірясті, але, як правило, досить м'які й гнучкі. Пилкові шишки ростуть у кошиках по 6–14 шишок, або сидячі, або майже сидячі (плодоніжка 0–2 мм), кулясті, 6–10 мм у діаметрі. Шишки ростуть по 3–6 разом; плодоніжка 3–12 мм; насіннєві луски ≈ 1,5 мм. Аріли жовті або зелені спочатку, багровіючи при дозріванні, 1,4–2,5 × 0,9–1,5 см. Насіння еліпсоїдне, 1.3–2.4 × 0.7–1.4 см. Запилення відбувається на квітні-травні, насіння дозріває в червні-жовтні. Хромосом, n = 11.

## Використання
Деревина цього виду має обмежену економічну цінність; основні види використовуються в садівництві. Він росте як великий кущ або невелике дерево і довге листя цього виду декоративне. У Китаї, олію, одержувану з соковитої м'якоті, навколишнього насіння традиційно використовується як лампову олію. Листя і кора використовуються для вилучення хімічних речовин для лікування раку.

## Загрози та охорона
Хоча може бути зниження чисельності в частинах ареалу у зв'язку з вирубками лісів, як правило, цей вид не має суттєвих загроз. Зростає в низці ПОТ.